# Beostare
Beostare (Gracula religiosa) är en fågel i familjen starar inom ordningen tättingar. Fågeln är svart med gula öronområden och känd för sin goda förmåga att härma olika ljud. Den är monogam (lever i par), men lever gärna i flock när det inte är häcksäsong.

## Utbredning
Beostaren finns i Sydostasien – i östra Indien, södra Kina, Vietnam, Thailand, Malaysia och på Filippinerna, där den trivs i regnskogarna. Den har introducerats och etablerat sig i Florida, USA, Hawaii, Puerto Rico och Japan.

## Utseende
Beostaren blir 27–30 centimeter lång och har en fjäderdräkt som till största delen är svart och i starkt ljus skimrar den i violett och grönt, framförallt området runt huvudet och ner över vingarna. Från kinderna och runt bakhalsen hänger nakna gula skinnflikar. Handpennorna har vita teckningar.
Som de flesta starar är beostaren allätare och äter såväl nektar, frukt som insekter.

## Burfågeln
Det som gör beon till en så omtyckt burfågel är dess förmåga att lära sig härma ljud, läten, ord och kortare meningar.  Registret sträcker sig även till mobiltelefoner, tvättmaskiner och övriga husdjur i familjen, som katter och hundar. Den blir snabbt mycket tam och tillgiven. I fångenskap skall beostarar serveras tärnad frukt, grönsaker, universalfoder med lågt järninnehåll, beopellets och levande foder (bland annat insekter och mjölmask). Den här typen av foder ger rikligt med lös avföring så buren måste ofta rengöras. Under häckningen lägger honan två till sex ägg som ruvas under tolv till femton dygn. Efter kläckning bör fåglarna serveras mer levande foder än tidigare. Ungarna blir flygfärdiga runt en månads ålder och kan leva i mer än tio år.
Det vanligaste hälsoproblemet bland beostarar är gapmask.

Geografisk fördelning i Asien av beostarens underarter och närmaste släktingar.

## Underarter
Beostaren delas in i sju underarter, med följande utbredning:
- G. r. peninsularis – nordöstra indiska halvön
- G. r. intermedia – norra Indien till Myanmar, Thailand, Indokina och södra Kina
- G. r. andamanensis inklusive miotera – Andamanerna och Nikobarerna
- G. r. religiosa – Malackahalvön, Sumatra, Bangka, Java, Bali och Borneo
- G. r. batuensis – Batu och Mentawaiöarna utanför nordvästra Sumatra
- G. r. palawanensis – Palawan i sydvästra Filippinerna
- G. r. miotera – Simeulue utanför västra, troligen utdöd i det vilda
- G. r. robusta – öarna Nias, Pulan, Babi, Tuangku och Bangkaru utanför Sumatra
- G. r. enganensis – ön Enggano utanför sydvästra Sumatra

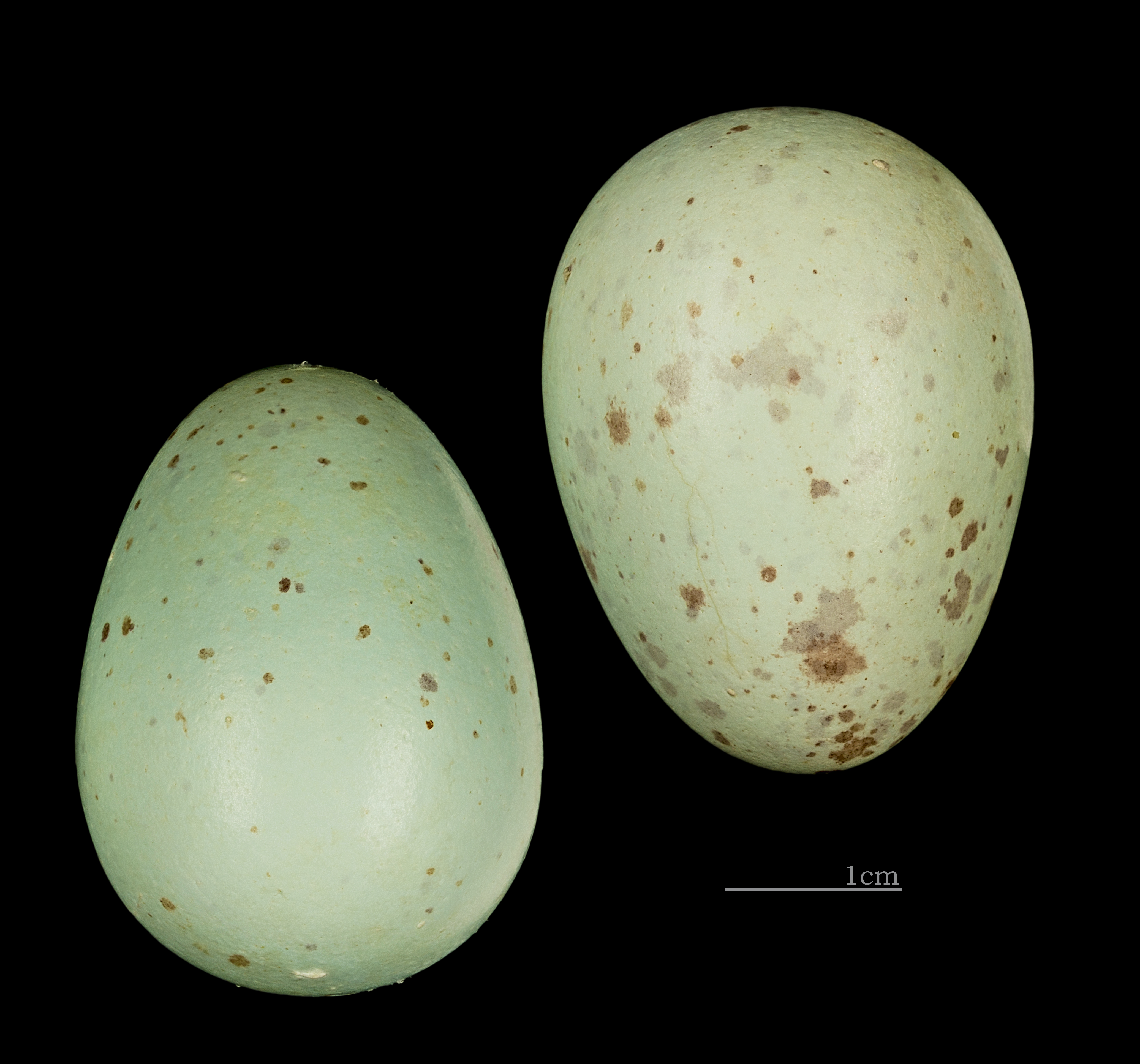
Ägg från beostare.

Underarterna miotera, robusta och engangensis behandlades tidigare som de egna arterna "engganobeostare" (G. engensis) och "niasbeostare" (C. robusta. Å andra sidan behandlades tenggarabeostaren (G. venerata) tidigare som en underart till beostaren, men urskiljs vanligen som egen art.

## Status och hot
IUCN bedömer hotstatus för robusta och övriga underarter var för sig, den förra som akut hotad, resterande beståndet som livskraftigt. Underarten robusta har minskat mycket snabbt i antal till följd av fångst för burfågelindustrin. Idag är beståndet mycket litet, uppskattat till mellan 160 och 265 vuxna individer. 